# Hart van de Liefde
Hart van de Liefde is een kunstwerk in Paramaribo in de categorie toegepaste kunst. Het heeft de vorm van een hart en is bedoeld voor geliefden om een liefdesslot In te hangen.
Het kunstwerk staat nabij de Marinetrap aan de Waterkant en is geschonken door Blue Wing Airlines. De onthulling vond plaats op 13 februari 2019, de dag voor Valentijnsdag, door Stephen Tsang (minister van Toerisme), Mike Nerkust (dc) en Marian Emanuelson (kapitein van The Craft Market). Het kunstwerk heeft een draagkracht voor twee miljoen hangsloten.